# فخر بناکتی
فخرالدین ابوسلیمان داود بن محمد بناکتی، (درگذشتهٔ ۷۳۰ هجری قمری) یکی از چهره‌های برجسته ادبی و تاریخی دوران ایلخانی ایران در قرن هفتم و هشتم هجری قمری بود. او در شهر بناکت، واقع در ماوراءالنهر، به دنیا آمد و فرزند تاج‌الدین ابوالفضل محمد بود. بناکتی در دوران حکومت غازان خان، از حکمرانان ایلخانی، به منصب ملک‌الشعرایی دربار او رسید. دیوان اشعار او که حاوی آثار ارزشمندی بوده، به مرور زمان از بین رفته و امروزه اثری از آن باقی نمانده است.
یکی از مهم‌ترین آثار بناکتی، کتاب روضة اولی‌الالباب فی تواریخ الاکابر و الانساب است که به اختصار تاریخ بناکتی نامیده می‌شود. این کتاب در سال ۷۱۷ هجری قمری به درخواست سلطان ابوسعید ایلخانی نوشته شد. تاریخ بناکتی در واقع تلخیصی از جامع‌التواریخ خواجه رشیدالدین فضل‌الله همدانی، مورخ بزرگ دوره ایلخانی، است. با این حال، بناکتی در نگارش این اثر، تنها به خلاصه‌نویسی اکتفا نکرده، بلکه در برخی بخش‌ها، اطلاعات جدیدی نیز افزوده بود.
تاریخ بناکتی به عنوان یکی از منابع مهم تاریخی دوره ایلخانی، اطلاعات ارزشمندی دربارهٔ رویدادها، شخصیت‌ها و تحولات سیاسی و اجتماعی آن دوران ارائه می‌دهد. این کتاب توسط جعفر شعار تصحیح و در سال ۱۳۴۸ شمسی در تهران منتشر شد.
برادر فخر بناکتی، سیدنظام‌الدین علی، از عارفان مشهور تبریز بود و در میان اهل تصوف از جایگاه ویژه‌ای برخوردار بود.